# Damaru (cantor)
Dino Orpheo Canterburg (Paramaribo, 2 de julho de 1986), mais conhecido pelo seu nome artístico Damaru, é um cantor e rapper surinamês. Ele é mais conhecido por sua música "Mi Rowsu (Tuintje In Mijn Hart)" com o cantor holandês Jan Smit.

## Vida e carreira

### Início da vida e início de carreira
Damaru nasceu em Paramaribo, capital do Suriname, em uma família com seis filhos. Quando ele tinha treze anos, começou a fazer rap e cantar. Seus talentos de canto foram um grande sucesso. Antes de iniciar sua carreira solo, foi membro das bandas "Lava Boys" e "New Jack Boys". Damaru derivou seu nome artístico de seu ídolo Tupac Shakur: o segundo nome deste rapper americano era "Amaru". Damaru acrescentou a letra D, de seu nome Dino, e seu nome artístico nasceu.

### Suriname
No Suriname, Damaru fez vários sucessos, como "Yu Na Mi Engel" (Português: Você é meu anjo), "Hey Baby" e "Sranang Koningin" (Rainha do Suriname). Em 2007, fez seu maior sucesso com "Mi Rowsu" (Minha Rosa), música que havia escrito para sua filha Denoura. Ele passou nove semanas na posição de pico das paradas do Suriname. Em 2008, Damaru lançou seu primeiro filme: "Mi Rowsu The Movie".

### Holanda
Em 2009, Damaru foi para a Holanda, na tentativa de se destacar. Ele excursionou pelo país três meses, apareceu na televisão e, eventualmente, conseguiu um contrato de gravação com a grande gravadora de hip hop holandesa TopNotch. Ele lançou "Mi Rowsu" na Holanda e a música alcançou a 7ª posição no Mega Single Top 100 e a 14ª posição no Dutch Top 40.
Juntamente com o cantor holandês Jan Smit Damaru gravou uma nova versão de "Mi Rowsu": "Mi Rowsu (Tuintje In Mijn Hart)" (My Rose (Garden In My Heart)). Essa música alcançou a posição de pico tanto no Single Top 100 quanto no Dutch Top 40. Em setembro de 2009, a música alcançou o status de platina (20.000 singles vendidos). "Mi Rowsu (Tuintje In Mijn Hart)" também ganhou o "Sterren.nl Award" por "Melhor Canção de 2009" e o "100% NL Award" por "Maior Hit de 2009".